# 中村サチコ
中村 サチコ（なかむら さちこ、4月23日 - ）は、日本の声優。福岡県大川市出身。血液型はA型。以前はRME、アートに所属していた。
勝田声優学院17期卒業生。
最近はナレーターとしての仕事を主としている。

## 出演
太字はメインキャラクター。

### テレビアニメ
- ジェニーはティーン☆ロボット

### ゲーム
- 超執刀 カドゥケウス（利根川アンジュ）

### ドラマCD
- 津軽雪女（おゆき）

### ナレーション
- プリント倶楽部「グラマラス」

### 吹き替え
- マッスルモンク
- 鉄拳高 同級生はケンカ王（元彼女）
- インファナル・アンフェア

### 舞台
- 血魅怒呂六苦! 〜全國制覇はまるで餐堕舞雲天のように夜露死苦〜
- ビューティフル（平野悌子）
- 喀血!! 銀玉高校応援団 〜東京受験戦争篇〜（東北桜子）
- 闇の門（北原亜美）
- ろまんす（平瀬恵）